# Noctuides albifascia
Noctuides albifascia är en fjärilsart som beskrevs av Joannis 1930. Noctuides albifascia ingår i släktet Noctuides och familjen mott. Inga underarter finns listade i Catalogue of Life.